# Castelgerundo
Castelgerundo (Castelgeründ in dialetto locale) è un comune italiano di 1 452 abitanti della provincia di Lodi in Lombardia.

## Storia
L'iter per la fusione dei comuni di Camairago e Cavacurta, già sperimentata ai tempi di Napoleone, venne nuovamente avviato nel 2016.

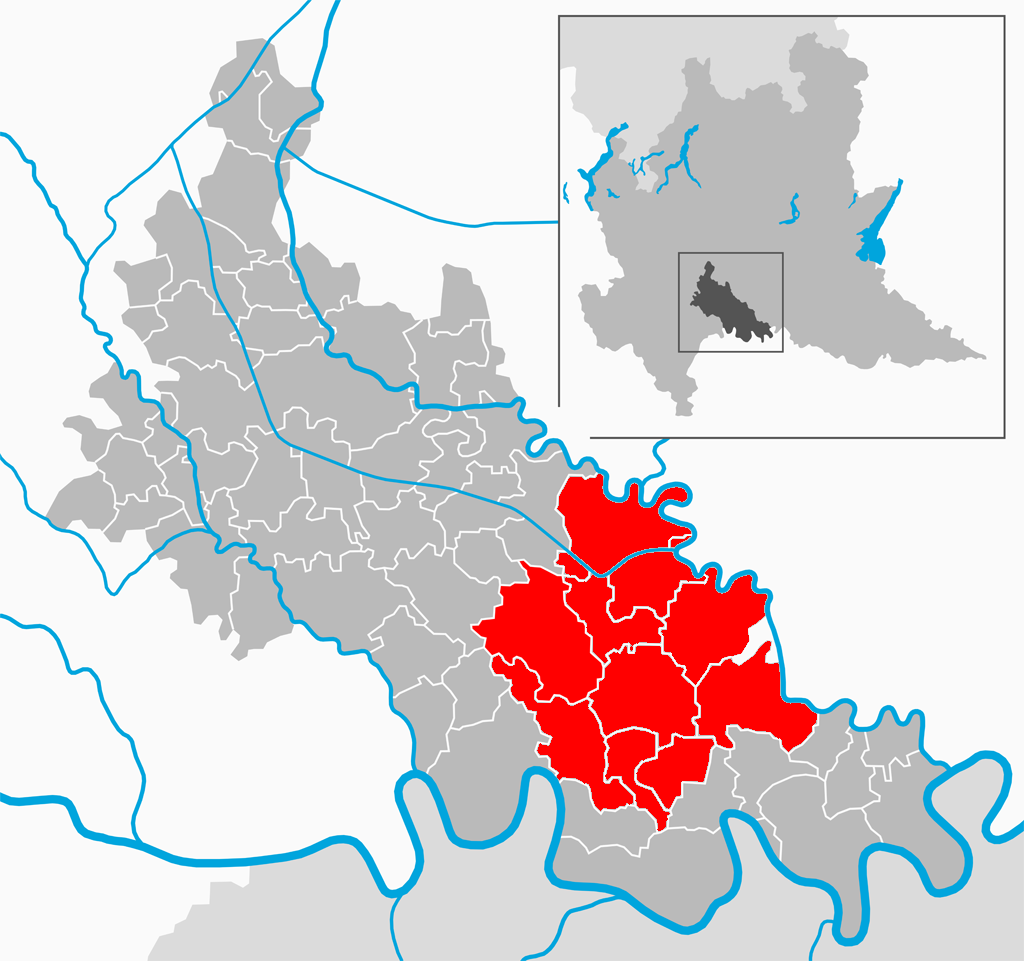
Prima "zona rossa" italiana COVID-19 (Comuni di Codogno, Castiglione d’Adda, Casalpusterlengo, Fombio, Maleo, Somaglia, Bertonico, Terranova dei Passerini, Castelgerundo e San Fiorano)

Il 22 ottobre 2017 si tenne un referendum che diede esito positivo.
Il successivo 28 novembre la fusione dei due comuni nel nuovo comune di Castelgerundo venne approvata dal Consiglio regionale della Lombardia. Il nuovo comune è operativo dal 1º gennaio 2018.
Nel febbraio 2020 è stato uno dei dieci comuni lodigiani facenti parte del primo focolaio accertato in Italia della pandemia di COVID-19 originatasi in Cina nel dicembre 2019.

### Simboli
Lo stemma e il gonfalone del comune di Castelgerundo sono stati concessi con decreto del presidente della Repubblica del 6 agosto 2019.
Il gonfalone è un drappo trinciato abbassato di rosso e di verde.

## Società

### Evoluzione demografica
Abitanti censiti

## Geografia antropica
Il comune di Castelgerundo comprende i centri abitati di Camairago e Cavacurta e le località di Bosco Valentino e Mulazzana.

## Amministrazione
| Periodo | Periodo   | Primo cittadino    | Partito      | Carica      | Note   |
| ------- | --------- | ------------------ | ------------ | ----------- | ------ |
| 2018    | 2018      | Mariano Savastano  |              | Comm. pref. |        |
| 2018    | in carica | Daniele Saltarelli | Lista civica | Sindaco     | [ 11 ] |